# Mount Yengo
Mount Yengo är ett berg i Australien. Det ligger i kommunen Cessnock och delstaten New South Wales, i den sydöstra delen av landet, omkring 100 kilometer norr om delstatshuvudstaden Sydney. Toppen på Mount Yengo är 668 meter över havet.